# Cape Hatteras
Koordinaten: 35° 15′ 2″ N, 75° 31′ 43,7″ W

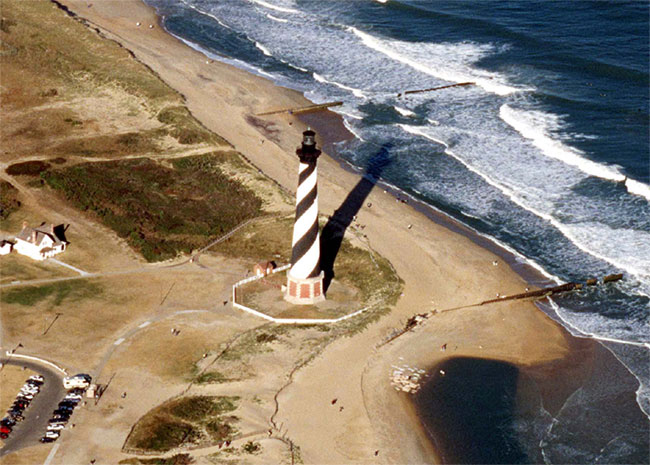
Luftbild von Cape Hatteras mit dem Leuchtturm vor der Versetzung

Das Cape Hatteras (deutsch Kap Hatteras) ist ein Kap an der Ostküste der Vereinigten Staaten.

## Lage
Die weit in den Atlantik ragende Landspitze ist der am weitesten südöstlich gelegene Punkt der USA im Bundesstaat North Carolina. Das Kap befindet sich auf Hatteras Island, die zu den Outer Banks gehört.

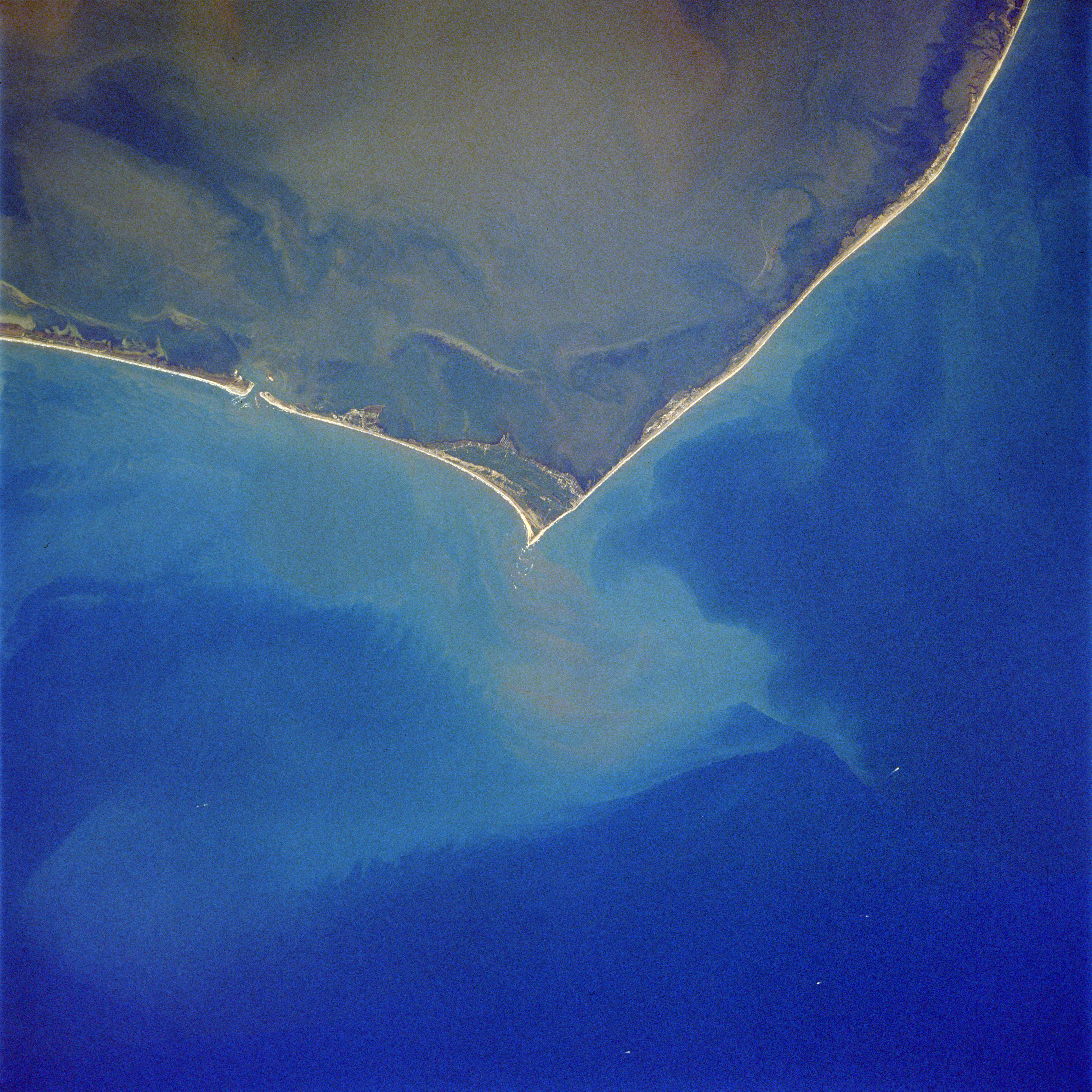
Cape Hatteras aus dem Weltraum, Oktober 1989.

## Wetter
Zwei der atlantischen Hauptströmungen, der in südliche Richtung fließende kalte Labradorstrom und der nach Norden strebende warme Golfstrom, treffen sich vor Cape Hatteras, wodurch das Gewässer vor der Landzunge meist rau ist und flache Sandbänke entstehen. Nördlich von Cape Hatteras verlässt der Golfstrom das Kontinentalschelf und verläuft in nordöstlicher Richtung. Durch seine exponierte Lage wird das Kap häufig von Hurrikanen getroffen, die an der Küste heraufziehen. Der Hurrikan Isabel des Jahres 2003 hat das Gebiet besonders in Mitleidenschaft gezogen. Isabel verwüstete die Outer Banks und unterbrach die North Carolina State Route 12, die von Nags Head auf die Insel führt.

## Der Leuchtturm
Die Gefahren der See waren es, die zum Bau der Leuchttürme führten, die zu den prominentesten Küstenbauwerken North Carolinas gehören. Der erste Leuchtturm wurde 1803 auf dem Kap errichtet und 1870 durch den heutigen Turm ersetzt. Er ist mit 64 Metern Höhe der höchste Leuchtturm der Vereinigten Staaten und der höchste Backsteinleuchtturm der Welt. Im März 1978 wurde der Leuchtturm als Historic District in das National Register of Historic Places eingetragen. Im August 1998 erhielt die Cape Hatteras Light Station den Status eines National Historic Landmarks zuerkannt. 1999 musste er um 884 Meter ins Inselinnere verlegt werden, da die Küstenlinie durch Küstenerosion bereits gefährlich nahe an den alten Standort herangerückt war. Im gleichen Jahr wurde er von der American Society of Civil Engineers in die List of Historic Civil Engineering Landmarks aufgenommen.

## Besonderheiten der Tierwelt
Der Golfstrom bildet eine scharfe Grenze zwischen kaltem, salzarmem Meerwasser im Westen und wärmerem, salzhaltigerem Wasser im Osten. Durch die unterschiedlich warmen Meeresströmungen bildet die Lage von Cape Hatteras, ähnlich wie Point Conception in Kalifornien, eine Grenze des Lebensraumes verschiedener Arten von Lebewesen, die hier ihre jeweils nördlichsten oder südlichsten Vorkommen haben. Unter anderem deshalb wurde der Cape Hatteras National Seashore eingerichtet. Cape Hatteras ist der südlichste Verbreitungspunkt der Nördlichen Diamantschildkröte, einer auf Brackwasser spezialisierten Schildkrötenart aus der Familie der Neuwelt-Sumpfschildkröten.

## Schiffsfriedhof
Die Gefahren auf See, wie starke Strömungen, Stürme und Untiefen führten in der Vergangenheit häufig zu Navigationsproblemen. Viele Schiffe gingen in den Jahrhunderten vor der Küste verloren. Diese Ereignisse gaben der Gegend vor den Outer Banks den Namen „Friedhof des Atlantiks“. Mehr als 2000 Schiffe sollen hier gesunken sein. Unzählige Seeleute verloren ihr Leben. Das Graveyard Of The Atlantic Museum in Hatteras ist voller Ausstellungsstücke, die der wechselvollen maritimen Geschichte dieses tückischen Seeraumes gewidmet sind. Die US-Wetter- und Ozeanbehörde NOAA betreut das Schutzgebiet Monitor National Marine Sanctuary, in dem zahlreiche Wracks aus dem Zweiten Weltkrieg, aber auch aus der Zeit davor liegen. Am bekanntesten sind die Überreste der namensgebenden Monitor.

## Klimatabelle
|                       | Jan   | Feb   | Mär   | Apr  | Mai   | Jun   | Jul   | Aug   | Sep   | Okt   | Nov   | Dez   |   |         |
| Mittl. Tagesmax. (°C) | 11,3  | 11,9  | 15,3  | 19,4 | 23,6  | 27,1  | 29,2  | 29,3  | 27,1  | 22,4  | 18,2  | 13,8  | ⌀ | 20,8    |
| Mittl. Tagesmin. (°C) | 2,6   | 3,1   | 6,4   | 10,4 | 15,3  | 19,7  | 22,1  | 22,2  | 19,8  | 14,6  | 9,6   | 5,1   | ⌀ | 12,6    |
|                       |       |       |       |      |       |       |       |       |       |       |       |       |   |         |
| Niederschlag (mm)     | 134,6 | 104,6 | 109,0 | 89,7 | 101,6 | 104,4 | 126,5 | 152,4 | 133,9 | 126,5 | 126,2 | 115,3 | Σ | 1.424,7 |
|                       |       |       |       |      |       |       |       |       |       |       |       |       |   |         |
| Sonnenstunden (h/d)   | 5,0   | 5,8   | 7,3   | 8,7  | 9,0   | 9,1   | 9,1   | 8,6   | 7,8   | 6,7   | 5,7   | 4,6   | ⌀ | 7,3     |
|                       |       |       |       |      |       |       |       |       |       |       |       |       |   |         |
| Luftfeuchtigkeit (%)  | 75    | 74    | 74    | 72   | 77    | 79    | 81    | 81    | 79    | 76    | 75    | 75    | ⌀ | 76,5    |

| 2,6 |

| 3,1 |

| 6,4 |

| 10,4 |

| 15,3 |

| 19,7 |

| 22,1 |

| 22,2 |

| 19,8 |

| 14,6 |

| 9,6 |

| 5,1 |

| 2,6 |

| 3,1 |

| 6,4 |

| 10,4 |

| 15,3 |

| 19,7 |

| 22,1 |

| 22,2 |

| 19,8 |

| 14,6 |

| 9,6 |

| 5,1 |